# Мельник — колдун, обманщик и сват
«Мельник — колдун, обманщик и сват» — пасторальная «комическая опера» (музыкальная комедия) в трёх действиях по пьесе А. О. Аблесимова, впервые поставленная в 1779 году и имевшая шумный сценический успех в 1780-е годы. Комедия исполнялась в разных редакциях и на различную музыку, чаще всего — на «народную» музыку М. М. Соколовского.

## Сюжет
Влюблённые крестьяне Филимон и Анюта хотят пожениться, но браку противится мать Анюты — рождённая во дворянстве, выданная замуж за крестьянина, не желающая крестьянской доли для своей дочери. Титульный герой, плутоватый мельник Фаддей, берёт на себя роль свата и убеждает родителей невесты не противиться выбору молодых. Все персонажи пьесы — свободные, зажиточные «поселяне», жених Филимон однодворец — дворянин, который сам пашет землю.

## Постановки
Аблесимов написал «Мельника» в 1772 году, но из-за пугачёвского восстания и последовавших неурядиц премьера состоялась только 20 января 1779 года, в Москве. Здесь в первый сезон «Мельника» сыграли 22 раза, а в петербужском театре Карла Книппера — 27 раз. «Мельник» стал первой крупной работой А. М. Крутицкого. Для своего времени успех был огромный (Комедию «Недоросль» в первый год сыграли 8 раз, что сам Фонвизин считал успехом). Именно «Мельник» с Крутицким был поставлен при открытии Эрмитажного театра 2 ноября 1785 года (предварительное публичное представление состоялось 16 ноября). К 1808 году только в Петербурге состоялось более 200 представлений. Успех пьесы не принёс Аблесимову никаких выгод — он умер в бедности в 1783 году.
Постановки самой успешной русской комической оперы XVIII века продолжились в следующем за тем столетии и даже в советское время (последняя известная постановка состоялась в 1951 году в московском ДК «Каучук»). Существовала радиоверсия оперы. В 1993 году в Московском театре на Малой Бронной оперу поставил режиссёр Сергей Женовач.

## Критика
Н. М. Карамзин назвал «Мельника» «очень слабой оперой, наполненной многими погрешностями». П. А. Плавильщиков также с позиций эстетики классицизма вещал о «слабостях сочинения и несоблюдении Аристотелевых правил», хотя оговорился при этом, что даже столь несовершенная «комическая опера» оказалась в России намного успешнее мольеровского «Нелюдима» — «для того, что „Мельник“ наш, а „Нелюдим“ чужой». В то же время, по оценке Д. Н. Мирского,

Это очень живая и веселая пьеса с отличным, живым, народным диалогом и прелестными, настоящими народными песнями. Совершенно свободная от социальных и моральных забот, полная непринужденного и чисто русского веселья, пьеса Аблесимова принадлежит к серии литературных шедевров XVIII века.